# Igor González de Galdeano
Igor González de Galdeano Aranzabal (ur. 1 listopada 1973 w Vitorii) – hiszpański kolarz szosowy, brązowy medalista mistrzostw świata (2002). Zawodowiec w latach 1995–2005.

## Kariera
Pierwszy sukces w karierze Igor González de Galdeano osiągnął w 1991 roku, kiedy wspólne z kolegami z reprezentacji zdobył brązowy medal w drużynowej jeździe na czas na mistrzostwach świata juniorów. Osiem lat później zajął drugie miejsce w klasyfikacji generalnej Vuelta a España, przegrywając tylko z Niemcem Janem Ullrichem. Wygrał wtedy dwa etapy, pierwszy i dwunasty. Po jednym etapie tego wyścigu wygrywał także w latach 2001-2003, przy czym w klasyfikacji generalnej najlepiej wypadł w 2003 roku, kiedy zajął czwarte miejsce. Ponadto w 2002 roku wygrał Deutschland Tour oraz przez siedem etapów był liderem Tour de France (ostatecznie był piąty). W tym samym roku wywalczył swój jedyny medal na międzynarodowej imprezie. Na mistrzostwach świata w Zolder był trzeci w jeździe indywidualnej na czas, przegrywając tylko z Kolumbijczykiem Santiago Botero oraz Niemcem Michaelem Richem. W 2004 roku wystartował na igrzyskach olimpijskich w Atenach, gdzie był ósmy w jeździe indywidualnej na czas, a wyścigu ze startu wspólnego nie ukończył. W 2005 roku zakończył karierę.
W 2006 roku został dyrektorem sportowym w grupie Euskaltel-Euskadi.
Jego starszy brat, Álvaro, również był kolarzem.

## Najważniejsze zwycięstwa i sukcesy
1999
- etap w Tirreno-Adriático
- 2. Vuelta a España i wygrany prolog oraz 13 etap

2000
- 2. Euskal Bizikleta

2001
- 2. Dookoła Katalonii i wygrany etap
- etap w Vuelta a España
- 3. Euskal Bizikleta
- 5. Tour de France 2001

2002
- 2. Grand Prix du Midi Libre i wygrany etap
- mistrzostwo kraju w jeździe na czas
- 5. Tour de France 2002 i lider przez siedem etapów
- 1. Deutschland Tour
- brązowy medal mistrzostw świata w jeździe na czas

2003
- 4. Vuelta a España